# Walter Feyerabend

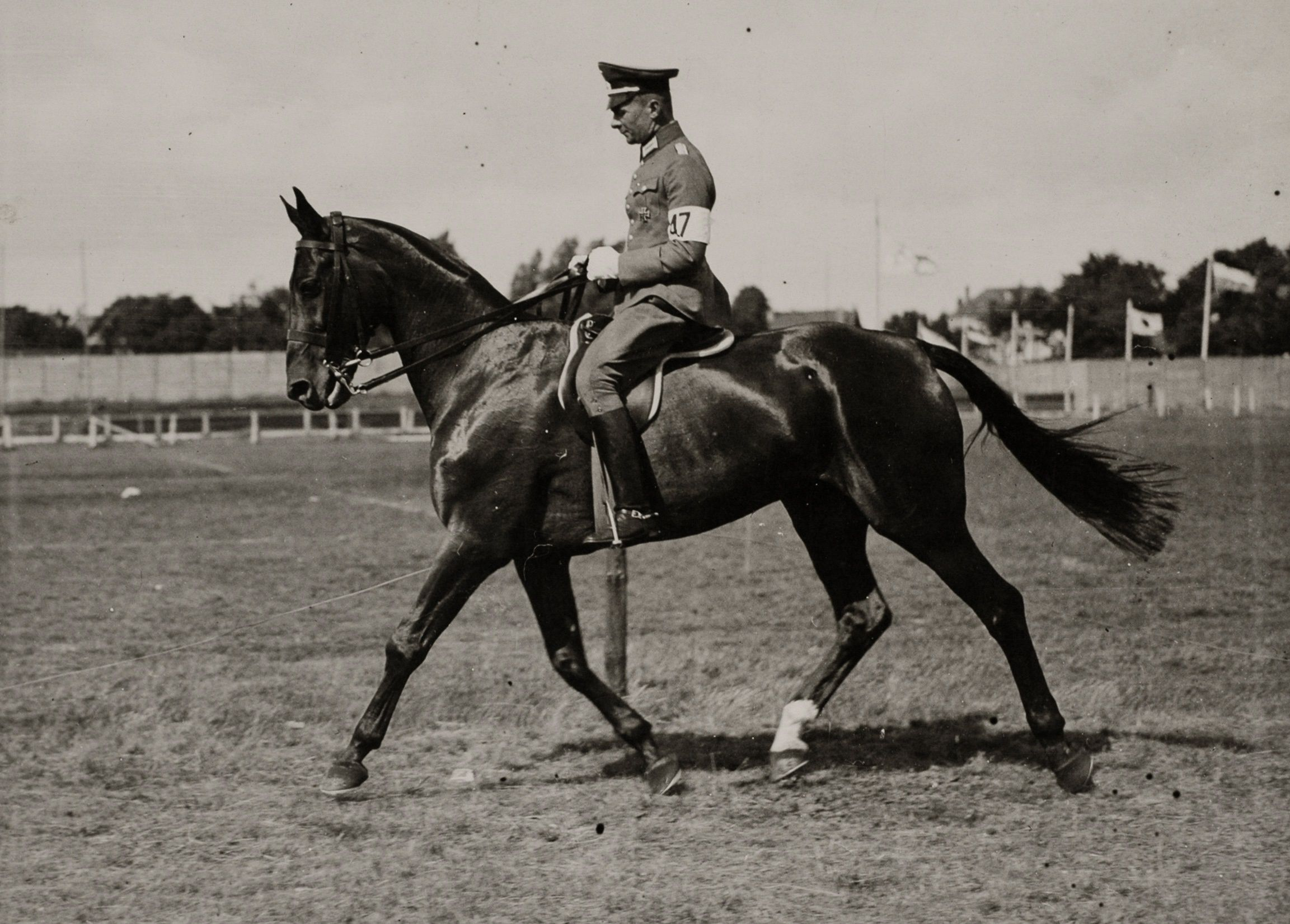
Walter Feyerabend (1928)

Walter Franz Georg Feyerabend (* 3. Dezember 1891 in Warten, Ostpreußen; † 17. April 1962 in Gadderbaum) war deutscher Offizier, zuletzt Generalleutnant der Luftwaffe im Zweiten Weltkrieg. Als Reiter war er 1928 Mitglied der deutschen Mannschaft und Teilnehmer an den Olympischen Spielen in Amsterdam.

## Leben

### Eintritt in den Militärdienst und Kriegseinsatz im Ersten Weltkrieg
Feyerabend trat am 1. März 1910 in das 1. Ostpreußische Feldartillerie-Regiment Nr. 16 ein. Vom 1. März bis 30. April 1914 erfolgte seine Kommandierung an die Artillerieschule nach Jüterbog. Bei Ausbruch des Ersten Weltkriegs wurde er zunächst als Zugführer in seinem Regiment eingesetzt. Ab 18. August 1914 wurde er als Regimentsadjutant verwendet und als solcher am 18. Dezember 1915 zum Oberleutnant befördert. Man versetzte Feyerabend als Adjutant am 5. Januar 1916 in den Stab der Heeresgruppe Prinz Leopold von Bayern und kommandierte ihn zunächst vom 1. Juni bis 14. Juli 1917 zu einem Artillerielehrgang nach Lille. Anschließend besuchte er bis 31. Juli 1917 einen Lehrgang in Valenciennes. Am 1. August 1917 kehrte er zur Truppe an die Westfront zurück und wurde als Batterieführer eingesetzt.
Nach Kriegsende erfolgte seine Übernahme in die Reichswehr und bis 30. September 1922 fand Feyerabend Verwendung an der Kavallerieschule Hannover. Als Hauptmann (seit 1. Februar 1922) kam er anschließend kurzzeitig in den Stab des 1. (Preußisches) Artillerie-Regiment nach Königsberg, bevor er vom 1. November 1922 bis 31. März 1927 die Ausbildungsabteilung in seinem Regiment leitete.
Ab 1. April 1927 wurde er abermals an die Kavallerieschule abkommandiert, um sich intensiv auf die Olympischen Spiele vorzubereiten.

### Olympiateilnahme
Bei den IX. Olympischen Spielen 1928 in Amsterdam wurden zum ersten Mal die auch bei heutigen Olympiaden ausgeübten sechs Wettbewerbe im Reitsport ausgetragen. Walter Feyerabend nahm im Vielseitigkeitsreiten sowohl in der Einzel- als auch in der Mannschaftskonkurrenz teil. Während in der dreitägigen Einzelkonkurrenz, die aus Dressur-, Ausdauer- und Springprüfung bestand, der Teamkollege Bruno Neumann auf „Ilja“ eine Bronzemedaille erhielt, qualifizierte sich der damals 36-jährige Feyerabend, der im Range eines Hauptmanns auf der Stute „Alpenrose“ teilnahm, nicht für die Platzierungsränge. Nachdem er nach der Dressurprüfung als zweitbester deutscher Reiter (nach Rudolf Lippert als Drittplatzierter) auf dem achten Platz lag, verunfallte sein Pferd in der Geländeprüfung, die in der Umgebung Hilversums ausgetragen wurde so schwer, dass Feyerabend nicht mehr an dem abschließenden Jagdspringen teilnehmen konnte und seine Chance auf eine Medaille einbüßte.
Auch in der Mannschaftskonkurrenz im Vielseitigkeitsreiten reichte es für ihn nicht zu einer Medaille. Die Mannschaft bestand aus Bruno Neumann, dem jüngsten Vielseitigkeitsreiter des Turniers, Rudolf Lippert und Walter Feyerabend. Da Feyerabend durch die Verletzung seines Pferdes nicht antreten konnte, galt er als Streichergebnis.

### Rückkehr in den Militärdienst und Kriegseinsatz im Zweiten Weltkrieg
Nach den Spielen kehrte er am 1. September 1928 wieder in den aktiven Dienst zurück und kam in den Stab des II. Bataillons seines Regiments. Ab 1. Februar 1929 wurde er als Reitlehrer und Schwadronchef an die Infanterieschule Dresden versetzt und dort am 1. September 1932 zum Major befördert. Anschließend übernahm er am 1. Juli 1935 das Kommando über ein Transport-Bataillon.
Feyerabend trat am 1. April 1935 zur Luftwaffe über, erhielt das Kommando über das I. Flak-Bataillon in Königsberg und wurde am 1. Juni 1935 zum Oberstleutnant befördert. Als solcher übernahm er vom 1. Oktober 1935 bis 30. September 1936 das I. Bataillon des Flak-Regiments 1, um im Anschluss daran bis 31. Oktober 1937 das Flak-Regiment 25 in Ludwigsburg zu befehligen. Am 1. November 1937 ernannte man Oberst (seit 1. August 1937) Feyerabend zum Höheren Flakartillerieführer Königsberg. Nach der Auflösung der Dienststelle wurde Feyerabend am 1. Juli 1938 zum Kommandeur des Luftverteidigungskommandos Leipzig (am 1. August 1938 in Luftverteidigungskommando 2 umbenannt) bestellt (bis zum 10. April 1940) und in dieser Funktion am 20. April 1939 zum Generalmajor befördert.
Anschließend war Feyerabend bis 1. Juli 1941 Befehlshaber der deutschen Luftverteidigungsstreitkräfte in Norwegen und wurde am 1. April 1941 zum Generalleutnant befördert. Anschließend übernahm er erneut das Kommando des Luftverteidigungskommandos 2 und blieb mit Unterbrechungen auch nach der Umbenennung in 2. Flak-Division bis 2. Februar 1942 Kommandeur des Verbands. Vom 3. Februar bis zum 30. November 1942 war er Kommandeur der in Leipzig neu aufgestellten 14. Flak-Division.
Nachdem sein aktiver Dienst zunächst am 30. November 1942 geendet hatte, war Feyerabend gegen Kriegsende vom 1. Februar bis zum 2. Mai 1945 noch vertretender Kommandeur der 27. Flak-Division.

## Auszeichnungen
- Eisernes Kreuz (1914) II. und I. Klasse[9]
- Verwundetenabzeichen (1918) in Schwarz[9]
- Bayerischer Militärverdienstorden IV. Klasse mit Schwertern[9]
- Österreichisches Militärverdienstkreuz III. Klasse mit der Kriegsdekoration[9]
- Spange zum Eisernen Kreuz II. Klasse